# Stenopogon xochimilcae
Stenopogon xochimilcae är en tvåvingeart som beskrevs av Martin 1968. Stenopogon xochimilcae ingår i släktet Stenopogon och familjen rovflugor. Inga underarter finns listade i Catalogue of Life.